# Эскадренные миноносцы типа «Гром»
Эскадренные миноносцы типа «Гром» (пол. Niszczyciele typu Grom) — серия польских эскадренных миноносцев, которая начала строиться незадолго до начала Второй мировой войны. Всего было построено на верфях Великобритании два таких корабля под названиями «Гром» (пол. Grom) и «Блыскавица» (пол. Błyskawica — «Молния»), ещё два («Оркан» и «Ураган») поляки не успели достроить.
Оба этих эсминца были построены по последнему слову корабельной техники и являлись лучшими кораблями ВМС Польши: две турбины Parsons позволяли эсминцам развивать скорость почти до 40 узлов, каждый из эсминцев был оснащён семью 120-мм мощными противокорабельными пушками и четырьмя 40-мм зенитными орудиями Bofors, а также восемью пулемётами Hotchkiss. Огромный запас глубинных бомб и морских мин позволял им успешно бороться с подлодками противника.
В годы Второй мировой войны оба судна воевали в составе КВМС Великобритании после разгрома Польши. «Гром» затонул в 1940 году во время Норвежской кампании, а «Блыскавица» прошла всю войну и после войны была возвращена Польше, став позднее кораблём-музеем.

## Список кораблей
| Имя            | Год закладки | Год спуска     | Достроен       | Статус                             |
| -------------- | ------------ | -------------- | -------------- | ---------------------------------- |
| ORP Grom       | 1935         | 20 июня 1936   | 11 мая 1937    | потоплен 4 мая 1940 в Офотфьорде   |
| ORP Błyskawica | 1935         | 1 октября 1936 | 25 ноября 1937 | корабль-музей, стоит в порту Гдыни |